# Campionati norvegesi di sci alpino 1988
I Campionati norvegesi di sci alpino 1988 si svolsero a Ål e a Voss tra il 6 febbraio e il 26 marzo; furono assegnati i titoli di discesa libera, supergigante, slalom gigante, slalom speciale e combinata, sia maschili sia femminili.

## Risultati

### Uomini

#### Discesa libera
| Pos. | Atleta          | Nazione  | Tempo   |
| ---- | --------------- | -------- | ------- |
| 1    | Lasse Arnesen   | Norvegia | 1:40,46 |
| 2    | Atle Skårdal    | Norvegia | 1:41,11 |
| 3    | Olav Skjøtskift | Norvegia | 1:41,87 |

Data: 24 marzo

Località: Voss

#### Supergigante
| Pos. | Atleta        | Nazione  | Tempo   |
| ---- | ------------- | -------- | ------- |
| 1    | Atle Skårdal  | Norvegia | 1:38,56 |
| 2    | Knut Nordheim | Norvegia | 1:38,84 |
| 3    | Lasse Arnesen | Norvegia | 1:39,57 |

Data: 26 marzo

Località: Voss

#### Slalom gigante
| Pos. | Atleta                | Nazione  | Tempo   |
| ---- | --------------------- | -------- | ------- |
| 1    | Finn Christian Jagge  | Norvegia | 2:38,46 |
| 2    | Ole Kristian Furuseth | Norvegia | 2:38,82 |
| 3    | Gustav Gulbrandsen    | Norvegia | 2:39,45 |

Data: 6 febbraio

Località: Ål

#### Slalom speciale
| Pos. | Atleta                | Nazione  | Tempo   |
| ---- | --------------------- | -------- | ------- |
| 1    | Finn Christian Jagge  | Norvegia | 1:43,76 |
| 2    | Odd Fossland          | Norvegia | 1:44,83 |
| 3    | Ole Kristian Furuseth | Norvegia | 1:45,31 |

Data: 7 febbraio

Località: Ål

#### Combinata
| Pos. | Atleta             | Nazione  |
| ---- | ------------------ | -------- |
| 1    | Odd Fossland       | Norvegia |
| 2    | Gustav Gulbrandsen | Norvegia |
| 3    | Ove Nygren         | Norvegia |

### Donne

#### Discesa libera
| Pos. | Atleta         | Nazione  | Tempo   |
| ---- | -------------- | -------- | ------- |
| 1    | Astrid Lødemel | Norvegia | 1:27,15 |
| 2    | Else Tefre     | Norvegia | 1:27,60 |
| 3    | Linn Remmen    | Norvegia | 1:28,02 |

Data: 24 marzo

Località: Voss

#### Supergigante
| Pos. | Atleta          | Nazione  | Tempo   |
| ---- | --------------- | -------- | ------- |
| 1    | Else Tefre      | Norvegia | 1:48,74 |
| 2    | Monica Sæther   | Norvegia | 1:49,85 |
| 3    | Anniken Murstad | Norvegia | 1:50,06 |

Data: 26 marzo

Località: Voss

#### Slalom gigante
| Pos. | Atleta                 | Nazione  | Tempo   |
| ---- | ---------------------- | -------- | ------- |
| 1    | Marianne Kjørstad      | Norvegia | 2:34,42 |
| 2    | Merete Fjeldavlie      | Norvegia | 2:36,58 |
| 3    | Karianne Borge Eriksen | Norvegia | 2:37,39 |

Data: 6 febbraio

Località: Ål

#### Slalom speciale
| Pos. | Atleta            | Nazione  | Tempo   |
| ---- | ----------------- | -------- | ------- |
| 1    | Merete Fjeldavlie | Norvegia | 1:38,48 |
| 2    | Eli Hårdnes       | Norvegia | 1:40,98 |
| 3    | Janne Ugelstad    | Norvegia | 1:41,08 |

Data: 7 febbraio

Località: Ål

#### Combinata
| Pos. | Atleta         | Nazione  |
| ---- | -------------- | -------- |
| 1    | Astrid Lødemel | Norvegia |
| 2    |                |          |
| 3    |                |          |